# Consorzio Suonatori Indipendenti

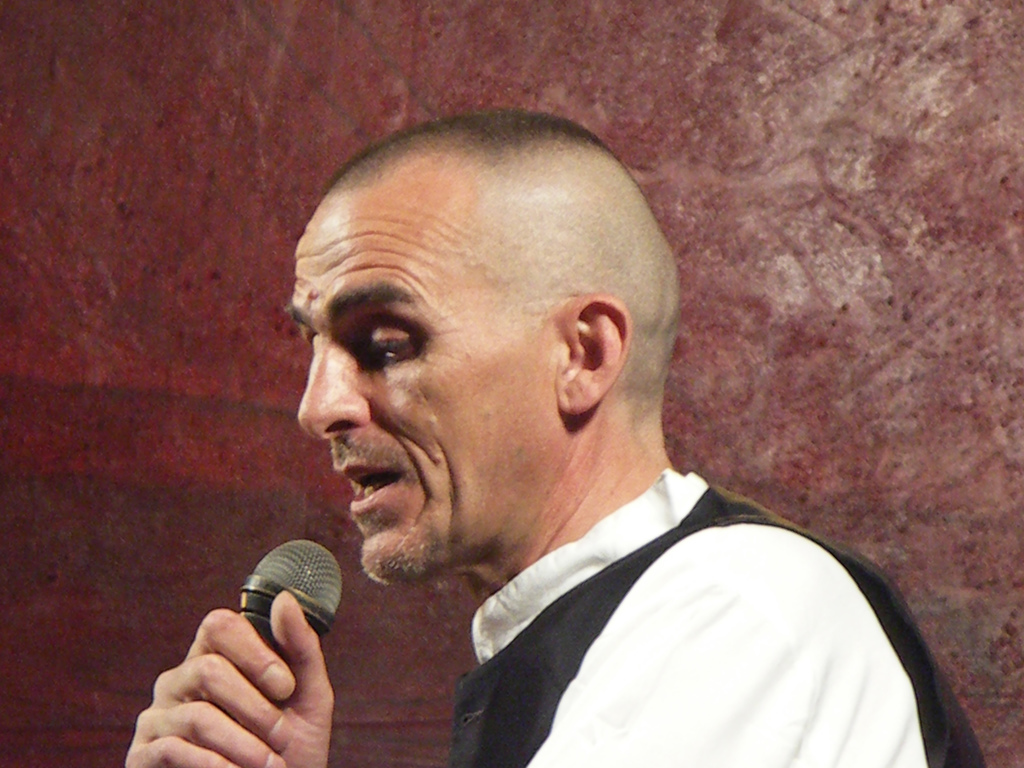
Der Sänger Giovanni Lindo Ferretti

Consorzio Suonatori Indipendenti, kurz C.S.I. (ital. etwa „Genossenschaft unabhängiger Spielleute“), ist eine italienische Rockband, die dem linken Spektrum zugeordnet wird. C.S.I. wurde 1992 von Mitgliedern der Art-Punk-Band CCCP Fedeli alla linea gegründet.
Die Stücke sind geprägt von einer düster-atmosphärischen Grundstimmung und enthalten häufig folkloristische Elemente. Weitere Einflüsse sind Blues, Punk und die Experimentalmusik der frühen 1980er-Jahre. Die 1982 in Berlin gegründete Vorgängerband CCCP hatte sich musikalisch unter anderem an den Einstürzenden Neubauten orientiert, und dieser Einfluss ist bei C.S.I. noch deutlich erkennbar. Charakteristisch ist der monotone Gesang des Sängers Giovanni Lindo Ferretti. Die Texte setzen sich mit politischen und sozialkritischen Themen auseinander.
Der große kommerzielle Erfolg des letzten Studioalbums der Band, Tabula Rasa Elettrificata (Nr. 1 der italienischen Charts 1997) stellte die Vorstellung der Band als einer „alternativen Gruppe“ in Frage. Diese Sinnkrise führte schließlich zur Auflösung von C.S.I. im Jahr 2000.
Die Mitglieder von C.S.I. setzen ihre Arbeit seit 2001 als P.G.R. (Per Grazia Ricevuta) fort.

## Diskographie
- 1993: Maciste contro tutti
- 1994: Ko de mondo
- 1994: In quiete (unplugged auf "Videomusic")
- 1996: Linea Gotica
- 1997: Tabula Rasa Elettrificata
- 1998: La terra, la guerra, una questione privata (Konzert zu Ehren des italienischen Schriftstellers Beppe Fenoglio, in Alba am 5. Oktober 1996)
- 2001: Noi non ci saremo, vol. 1 (nach Auflösung der Band)
- 2002: Noi non ci saremo, vol. 2 (nach Auflösung der Band)